# NAMBAなんなん
NAMBAなんなん（なんばなんなん）は、大阪府大阪市の第三セクターから2018年（平成30年）4月1日の民間会社化によって大阪市高速電気軌道 (Osaka Metro)の子会社となった大阪地下街株式会社の運営管理する地下街の一つ。

## 最寄駅
- 南海電気鉄道 難波駅
- Osaka Metro 難波駅
- 近畿日本鉄道・阪神電気鉄道 大阪難波駅
- 西日本旅客鉄道（JR西日本）JR難波駅

## 歴史
- 1957年（昭和32年） - 大阪初の地下街、「ナンバ地下センター」として開業[1]。
- 1974年（昭和49年） - 改装のため休業の後、「ナンバなんなんタウン」として全面リニューアル。
- 2006年（平成18年） - 全面リニューアルにより、「NAMBAなんなん」と改称。
- 2010年（平成22年） - 地下街でのワンセグ、AM・FMラジオの受信が可能となる（あべちかと同時実施）。

## キャラクター
ナンバ地下センターの開業10周年当時、「チカちゃん」というマスコットキャラクターが存在していた。